# Pamplie
Pamplie település Franciaországban, Deux-Sèvres megyében. Lakosainak száma 256 fő (2022. január 1.). Pamplie Allonne, Cours, Fenioux, Les Groseillers, Le Retail, Surin és Xaintray községekkel határos.

## Népesség
A település népességének változása:
| Lakosok száma | 273  | 278  | 281  | 273  | 269  | 265  | 267  | 262  | 256  |
|               | 2013 | 2015 | 2016 | 2017 | 2018 | 2019 | 2020 | 2021 | 2022 |